# Třída U 13
Třída U 13 byla třída ponorek německé Kaiserliche Marine z období první světové války. Celkem byly postaveny tři jednotky této třídy. Ve službě byly v letech 1912–1915. Všechny byly ve službě potopeny.

## Stavba
Německá loděnice Kaiserliche Werft Danzig v Danzigu postavila celkem tři ponorky tohoto typu.
Jednotky třídy U 13:
| Jméno | Loděnice   | Založení kýlu | Spuštění na vodu  | Vstup do služby | Osud |
| ----- | ---------- | ------------- | ----------------- | --------------- | --- |
| U 13  | KW, Danzig | 1909          | 16. prosince 1910 | 1912            | V srpnu 1914 zmizela v Severním moři.                                                                                 |
| U 14  | KW, Danzig | 1909          | 11. července 1911 | 1912            | Dne 5. června 1915 byla v Severním moři potopena (taranována a doražena kanóny) britskými trawlery Hawk a Oceanic II. |
| U 15  | KW, Danzig | 1909          | 18. září 1911     | 1912            | Dne 9. srpna 1914 byla v Severním moři taranována a potopena britským křižníkem HMS Birmingham.                       |

## Konstrukce

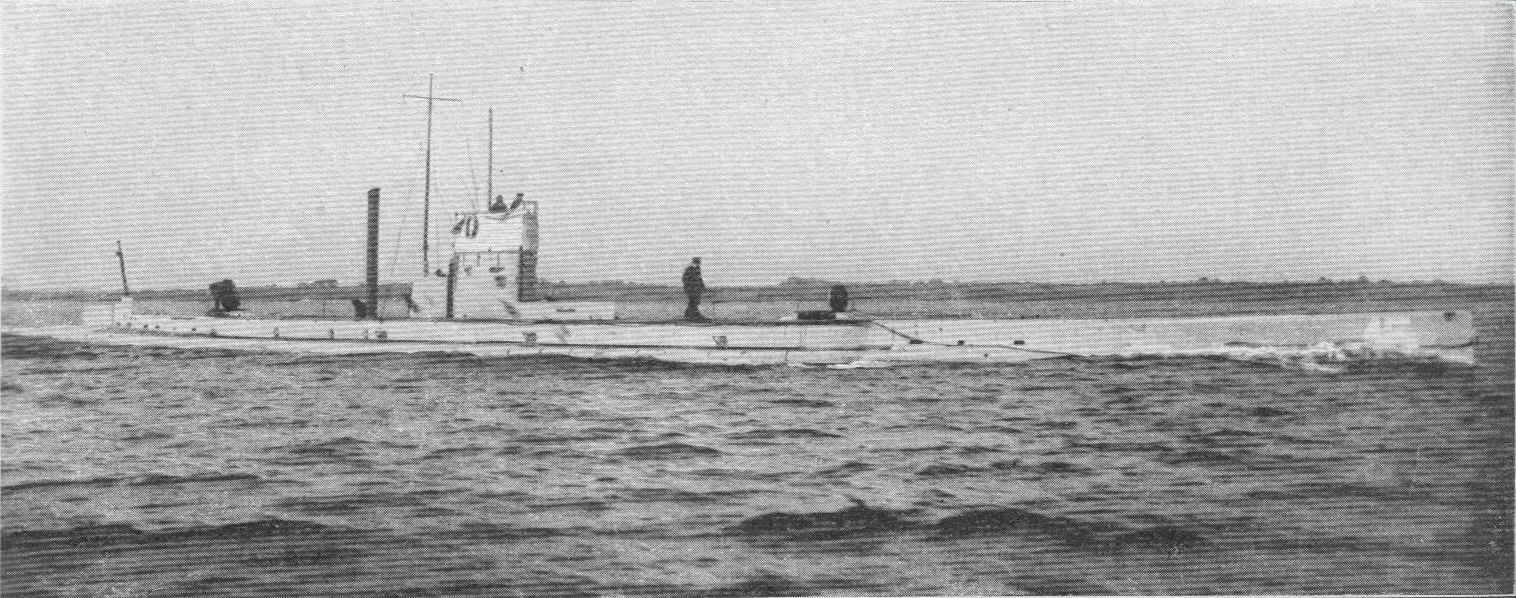
SM U 15

Ilustrace představující potopení SM U 14

Ponorky měly dvojtrupou koncepci. Výzbroj tvořily čtyři 450mm torpédomety (dva příďové a dva záďové) se zásobou šesti torpéd. Pohonný systém tvořily čtyři motory Körting na petrolej o výkonu 1200 bhp a dva elektromotory Siemens-Schuckert Werke o výkonu 1200 shp, pohánějící dva lodní šrouby. Nejvyšší rychlost dosahovala 14,8 uzlu na hladině a 10,7 uzlu pod hladinou. Dosah byl 2000 námořních mil při rychlosti 14 uzlů na hladině a 90 námořních mil při rychlosti 5 uzlů pod hladinou. Operační hloubka ponoru dosahovala 50 metrů.

### Modifikace
Roku 1915 byla U 14 vyzbrojena jedním 50mm kanónem (50/37 SK L/40 C/92).

## Služba
Ponorky byly bojově nasazeny za první světové války, přičemž všechny tři byly ve službě potopeny. Jako první byla potopena U 15. Během své první patroly zůstala stát na hladině s porouchanými stroji, kde ji 9. srpna 1914 ve 3:40 ráno zaskočil britský lehký křižník Birmingham. Křižník na ponorku nejdříve střílel z děl a když se posádka chtěla ponořit, tak ji taranem rozpůlil. U 15 se potopila s celou posádkou jako historicky první německá ponorka ztracená po akci nepřítele. Nedosáhla žádného úspěchu. Ponorka U 13 se v srpnu 1914 potopila na své první patrole, aniž dosáhla úspěchu. Ponorka U 14 byla na první patrole v červnu 1915 potopena britskými trawlery Oceanic II a Hawk. Předtím potopila dvě plavidla.